# Thandiwe Newton
Melanie Thandiwe Newton, tidigare kallad  Thandie, född 6 november 1972 i Westminster, London, är en brittisk skådespelerska. Hon är bland annat känd för sina roller i Mission: Impossible II (2000), Crash (2004) och Jakten på lycka (2006).
Thandiwe Newton har zimbabwiskt ursprung på sin mors sida; fadern är brittisk. Föräldrarna bodde i Zambia, men flyttade till Storbritannien innan Thandiwe skulle födas. Hennes namn är från shonaspråket och betyder beloved ("älskad"). 
Newton var mellan åren 1998 och 2022 gift med filmskaparen Ol Parker, med vilken hon har döttrarna Ripley och Nico samt sonen Booker.

## Filmografi i urval
| År          | Titel                         | Info                              |
| ----------- | ----------------------------- | --------------------------------- |
| 1991        | Flirting                      |                                   |
| 1993        | The Young Americans           |                                   |
| 1994        | En vampyrs bekännelse         |                                   |
| 1995        | Jefferson in Paris            |                                   |
| 1996        | The Leading Man               |                                   |
| 1997        | Gridlock'd                    |                                   |
| 1998        | L'assedio                     |                                   |
| 1998        | Älskade                       |                                   |
| 2000        | Mission: Impossible II        |                                   |
| 2002        | The Truth about Charlie       |                                   |
| 2003        | Shade                         |                                   |
| 2003 – 2009 | Cityakuten                    | TV-serie, 14 avsnitt              |
| 2004        | Chronicles of Riddick         |                                   |
| 2004        | Crash                         |                                   |
| 2006        | Jakten på lycka               |                                   |
| 2007        | Norbit                        |                                   |
| 2007        | Run Fatboy Run                |                                   |
| 2008        | RocknRolla                    |                                   |
| 2008        | W.                            |                                   |
| 2009        | 2012                          |                                   |
| 2010        | Vanishing on 7th Street       |                                   |
| 2010        | For Colored Girls             |                                   |
| 2011        | Retreat                       |                                   |
| 2012        | Good Deads                    |                                   |
| 2013        | Half of a Yellow Sun          |                                   |
| 2013 – 2015 | Rogue                         | TV-serie, 224 avsnitt             |
| 2016 –      | Westworld                     | TV-serie, 20 avsnitt; pågående    |
| 2017        | Line of Duty                  | TV-serie, sex avsnitt             |
| 2018        | Solo: A Star Wars Story       |                                   |
| 2018        | Women Make Film               |                                   |
| 2023        | Flykten från kycklingfabriken | röst (animerad film)              |
| 2024        | Mufasa: Lejonkungen           | röst (animerad film)              |
| 2025        | Anaconda                      | efterproduktion (TBR 25 december) |